# Alle tijd
Alle tijd je nizozemský hraný film z roku 2011, který režíroval Job Gosschalk podle vlastního scénáře. Film zachycuje vztah dvou dospělých sourozenců.

## Děj
Homosexuální učitel hudby Maarten se od smrti rodičů stará o svou mladší sestru Molly. Ve výchově mu pomáhá jeho kamarádka Reina. Molly mu jednoho dne oznámí, že se chce nastěhovat ke svému příteli Teunovi, který je divadelním hercem. Maarten z toho trpí syndromem prázdného hnízda, takže od Reiny dostane psa, aby se necítil sám. Maarten se seznamuje s Arthurem, který si není jistý svou homosexualitou. Poté, co se Molly odstěhuje k Teunovi, dojde mezi nimi k odcizení a Molly se seznámí ze zvěrolékařem Melvinen, který se stará o Maartenova psa. Když otěhotní, není si jistá, kdo je otcem a ani to nechce vědět. Molly krátce nato onemocní rakovinou prsu a přestěhuje se zpět k Maartenovi. Porodí syna Finna a Melvin s Teunem jí slíbí, že se o syna postarají společně.

## Obsazení
| Paul de Leeuw      | Maarten |
| Karina Smulders    | Molly   |
| Teun Luijkx        | Teun    |
| Lineke Rijxman     | Reina   |
| Alwin Pulinckx     | Arthur  |
| Christopher Parren | Melvin  |

## Ocenění
- Lesbisch-Schwulen Filmtagen Hamburg – cena publika Globola
- Nizozemský filmový festival – nominace na cenu Zlaté tele v kategorii nejlepší herečka ve vedlejší roli (Lineke Rijxman)